# Onthophagus quezonensis
Onthophagus quezonensis là một loài bọ cánh cứng trong họ Bọ hung (Scarabaeidae).